# Gościszewo
Gościszewo (deutsch Braunswalde) ist ein Dorf der Gemeinde Sztum (Stuhm) im Powiat Sztumski (Stuhmer Kreis) in der polnischen Woiwodschaft Pommern.

## Geographische Lage
Das Dorf liegt im ehemaligen Westpreußen, östlich der Nogat, etwa neun Kilometer nordnordwestlich von Stuhm (Sztum) und sieben Kilometer südsüdwestlich von Marienburg (Malbork).

## Geschichte
1284 wurde Braunswalde erstmals urkundlich erwähnt. Gerhard, der Schulze von „Brunswalde“, wurde am 18. Dezember 1284 in der Handfeste für Konradswalde als Zeuge genannt. Das Dorf besaß kulmisches Recht und zählte insgesamt 53 Hufen, davon 6 Schulzen- und 4 Pfarrhufen. Ende des 14. Jahrhunderts waren von jeder Bauernhufe auf Martini 14 Scot Zins zu entrichten. Die Gemeinde besaß außerdem zwei Hufen an der Nogat, für die zwei Mark und ein Pfund Safran zu Pfingsten zu zahlen war. Anfang des 15. Jahrhunderts werden in Braunswalde neben den Gärtnern „Jorge und Herman“ auch zwei Krüge erwähnt. Ein Krug zahlte 2 Mark 2 Scot Zins, der zweite 2,5 Mark. Erwähnt werden die Krüger „Pomerel der kreczmer“ sowie „Czipezer“. 1407 hießen die Braunswalder Krüger Heynrich Scholcze und Kuncze Girlach.

### Zwischen 1466 und 1772
1565 wirtschafteten in „Brunswald“ 18 Bauern auf 43 Hufen. Neben einem Krug wird erstmals auch eine Kirche erwähnt.  1615 war die Zahl der Bauern in Braunswalde dagegen auf 6 gesunken. 8 Hufen waren zwei Jahre zuvor dem Marienburger Bürgermeister Abraham Werner für 60 Jahre frei von Abgaben und Diensten verschrieben worden. 1624 bewirtschafteten in Braunswalde 7 Bauern 14 Hufen Land. Außerdem lebten in dem Dorf zwei Gärtner und zwei Krüger. 21 Hufen waren nicht bewirtschaftet. Die noch 1624 erwähnte „gemauerte Kirche“ wurde 1626 im polnisch-schwedischen Krieg zerstört – ebenso wie das gesamte Dorf. 1647 existierten das Dorf und die Kirche nicht mehr. Noch 1664 heißt es, in Braunswalde seien seit dem schwedisch-polnischen Krieg (1626–1629) keine Bauern mehr ansässig. Die Wiederbesiedlung des Dorfs begann offenbar erst Ende der 1660er Jahre. 1669 wurden die wüsten Schulzenhufen an Hans Hintz neu verschrieben. 1681 ist Braunswalde der Pfarrei Stuhm inkorporiert worden.

### Im Königreich Preußen 1772–1918
1772 fiel Braunswalde mit der ersten Teilung Polens an das Königreich Preußen. Die preußische Landesaufnahme von 1772/73 erlaubt erstmals genauere Einblicke in die soziale Struktur des Dorfes. Zu diesem Zeitpunkt hatte Braunswalde 260 Einwohner, darunter zwei Schulzen, 13 Bauern, einen Krüger, zwei Erbpächter, zehn Eigenkätner, einen Schmied, zwei Schuster und zwei Schäfer. Bis 1820 war die Einwohnerzahl Braunswaldes auf 368 angewachsen. Damit zählte es zu größten Dörfern des 1818 gegründeten Kreises Stuhm im Regierungsbezirk Marienwerder.  Im 19. Jahrhundert profitierte Braunswalde vom Ausbau der Verkehrswege in Westpreußen. Zwischen 1844 und 1847 wurde die Chaussee Marienburg-Stuhm-Marienwerder gebaut. Sie führte auch durch Braunswalde; im Dorf befand sich eine Chauseegelderhebungsstelle. Die 1883 eröffnete Weichselstädtebahn von Marienburg nach Thorn verlief ebenfalls über das Gebiet der Gemeinde Braunswalde, das damit einen eigenen Bahnhof erhielt. 1874 entdeckte man im Nordwesten von Braunswalde an der Grenze zum benachbarten Dorf Willenberg ein eisenzeitliches Gräberfeld mit 3.000 Gräbern. Nach dem Fundort erhielt die archäologische Kultur bis 1945 die Bezeichnung Braunswalde-Willenberg-Kultur.
1905 hatte sich Braunswaldes Einwohnerzahl auf 900 erhöht, davon waren 633 Katholiken (70 %) und 257 Protestanten (28 %). 605 Einwohner (67 %) gaben Deutsch als Muttersprache an, 290 Polnisch (32 %).

### Zwischen 1918 und 2013
1920 zählte Braunswalde zum Abstimmungsbezirk Marienwerder, in dem die Bevölkerung in einem Plebiszit über die staatliche Zugehörigkeit der Region entscheiden sollte. In Braunswalde entfielen von 579 abgegebenen Stimmen 500 (86 %) auf Ostpreußen (Deutschland) und 79 (14 %) auf Polen. Damit verblieb das Dorf ebenso wie der größte Teil des Abstimmungsbezirks Marienwerder beim Deutschen Reich. Im Herbst 1920 wurde Braunswalde durch ein Eisenbahnunglück überregional bekannt. Am 22. November fuhr ein aus Stuhm kommender Personenzug bei Braunswalde auf einen stehenden Güterzug auf. Das Unglück forderte mehr als 20 Todesopfer. Eine katholische Kirche erhielt Braunswalde erneut in den zwanziger Jahren. Das aus Holz erbaute Kirchengebäude war jedoch weiterhin eine Filialkirche der katholischen Pfarrei Stuhm. Ende der zwanziger Jahre gründete sich die NSDAP-Ortsgruppe Braunswalde. Sie zählte 1930 23 Mitglieder und 1934/35 bereits 91 Mitglieder. Die Einwohnerzahl Braunswaldes stieg von 977 Personen (1925) über 999 (1933) auf 1.000 (1939) und 1.122 (1943) an.
1945 ist Braunswalde durch die sowjetische Armee besetzt und teilweise zerstört worden. Die deutschen Einwohner wurden in der Nachkriegszeit vertrieben, soweit sie nicht zuvor geflüchtet waren. Braunswalde erhielt den neuen Namen Gościszewo. 2013 ist das Dorf Teil der Gmina Sztum.